# Махнёва, Снежана Анатольевна
Снежана Анатольевна Махнёва (род. 11 июня 1990) — российская и казахстанская гандболистка, чемпионка мира среди юниоров, серебряный призёр молодёжного чемпионата мира.

## Биография

### Клубная карьера
Воспитанница тольяттинской ДЮСШ № 2 «Гандбол». В 2004—2006 годах выступала за ГК «Лада-3», в 2006/07 — за ГК «Лада-2», с 2007 — за ГК «Лада». Неоднократная победительница первенства России среди девушек 1990 г. р. Победительница IX летнего Европейского юношеского олимпийского фестиваля 2007 года в Сербии. Чемпионка России 2008 года, бронзовый призёр Кубка России 2010 года в составе «Лады». Победительница чемпионата России среди молодёжных команд высшей лиги 2011 года в составе «Лады-2».
Выйдя замуж, переехала в Уральск и начала выступать за ГК «Акжайык». В сезоне 2012 года выступала за ГК «Астана». Признана лучшей гандболисткой Казахстана 2012 года. Студентка Тольяттинского государственного университета.

### Карьера в сборной
В июле 2008 года вместе со сборной России принимала участие в юниорском (девушки 1990 года и моложе) чемпионате мира в Братиславе, где сыграла в четырёх матчей из семи, проведённых командой и завоевала золотые медали. В 2010 году в составе молодёжной сборной России завоевала серебряные медали чемпионата мира в Южной Корее.
После переезда в Казахстан играла за сборную Казахстана. Участница чемпионата мира 2011 года.

## Ссылка
- Профиль на сайте ГК «Лада»
- Состав команды Лада-3
- Словацкое золото в Тольятти
- Спортивное обозрение (недоступная ссылка)
- Кургамбаева — лучшая гандболистка страны
- 20 вопросов не о гандболе. Снежана Махнёва: "Если бы не гандбол, стала бы патологоанатомом"
- "Снег, хватит ерундой заниматься — возвращайся в Суперлигу". Раскрыт секрет камбэка Снежаны Махнёвой